# Ushiku
Ushiku (Japans: 牛久市, Ushiku-shi) is een stad in de prefectuur Ibaraki op het eiland Honshu in Japan. De stad heeft een oppervlakte van 58,89 km² en medio 2008 bijna 80.000 inwoners.

## Geschiedenis
Op 1 januari 1954 werd het dorp Ushiku een gemeente (牛久町, Ushiku-machi).
Ushiku werd op 1 juni 1986 een stad (shi).

## Bezienswaardigheden
- Ushiku Daibutsu, een 120 meter hoog beeld van Amitabha Boeddha dat in 1995 werd voltooid;
- Chateau Kamiya, het eerste grootschalige wijnbouw en -productiebedrijf in Japan naar Frans voorbeeld;
- het meer van Ushiku, dit meer biedt naast landschappelijke kwaliteiten en een tussenstop voor trekvogels ruimte aan watersport en sportvisserij.

## Verkeer
Ushiku ligt aan de Jōban-lijn van de East Japan Railway Company.
Ushiku ligt aan de autowegen 6 en 408.

## Stedenband
Ushiku heeft een stedenband met
- Whitehorse, Canada,
- Orange, Australië, sinds 1990.

## Geboren in Ushiku
- Kiyomi Niwata (10 december 1970), triatlete
- Kisenosato Yutaka (稀勢の里　寛, Kisenosato Yutaka), sumoworstelaar

## Aangrenzende steden
- Ryugasaki
- Tsuchiura
- Tsukuba